# Jean Daniel

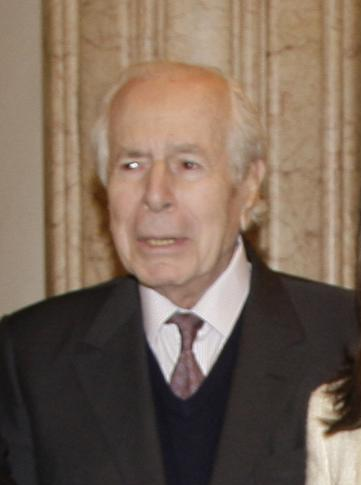
Jean Daniel

Jean Daniel Bensaïd (Blida, 21 juli 1920 - Parijs, 19 februari 2020) was een Frans schrijver en journalist. Hij was de oprichter van Le Nouvel Observateur.
Daniel werd geboren in Algerije uit Algerijnse Joodse ouders. Hij werkte in de jaren 50 en 60 als journalist voor L'Express en toonde zich een voorstander van gesprekken met het FLN en van Algerijnse onafhankelijkheid. Hij verwierf bekendheid door zijn interviews van internationale beroemdheden zoals van John F. Kennedy. In 1964 was hij medeoprichter van het progressieve weekblad Le Nouvel Observateur. In de jaren 70 steunde Daniel de socialistische politicus François Mitterrand.
- Biblioteca Nacional de España: XX1333044
- Bibliothèque nationale de France: cb118985523 (data)
- Catàleg d'autoritats de noms i títols de Catalunya: 981058514306906706
- Gemeinsame Normdatei: 11911318X
- International Standard Name Identifier: 0000 0001 2146 331X
- Library of Congress Control Number: n50037788
- Nationale Bibliotheek van Tsjechië: xx0000915
- Nationale Bibliotheek van Israël: 987007260384505171
- Nederlandse Thesaurus van Auteursnamen: 070423296
- Istituto Centrale per il Catalogo Unico: CFIV023328
- Système universitaire de documentation: 026810697
- Trove: 805845
- Virtual International Authority File: 106062245
- WorldCat: E39PBJkdmbwRTBqdvGrdkJ9xDq